# هایوود ورکمن
هایوود ورکمن (انگلیسی: Haywoode Workman؛ زادهٔ ۲۳ ژانویهٔ ۱۹۶۶) بازیکن بسکتبال اهل ایالات متحده آمریکا است.
از باشگاه‌هایی که در آن بازی کرده‌است می‌توان به آتلانتا هاوکس، تورنتو رپترز، ایندیانا پیسرز، واشینگتن ویزاردز، و میلواکی باکس اشاره کرد.